# 九鼎

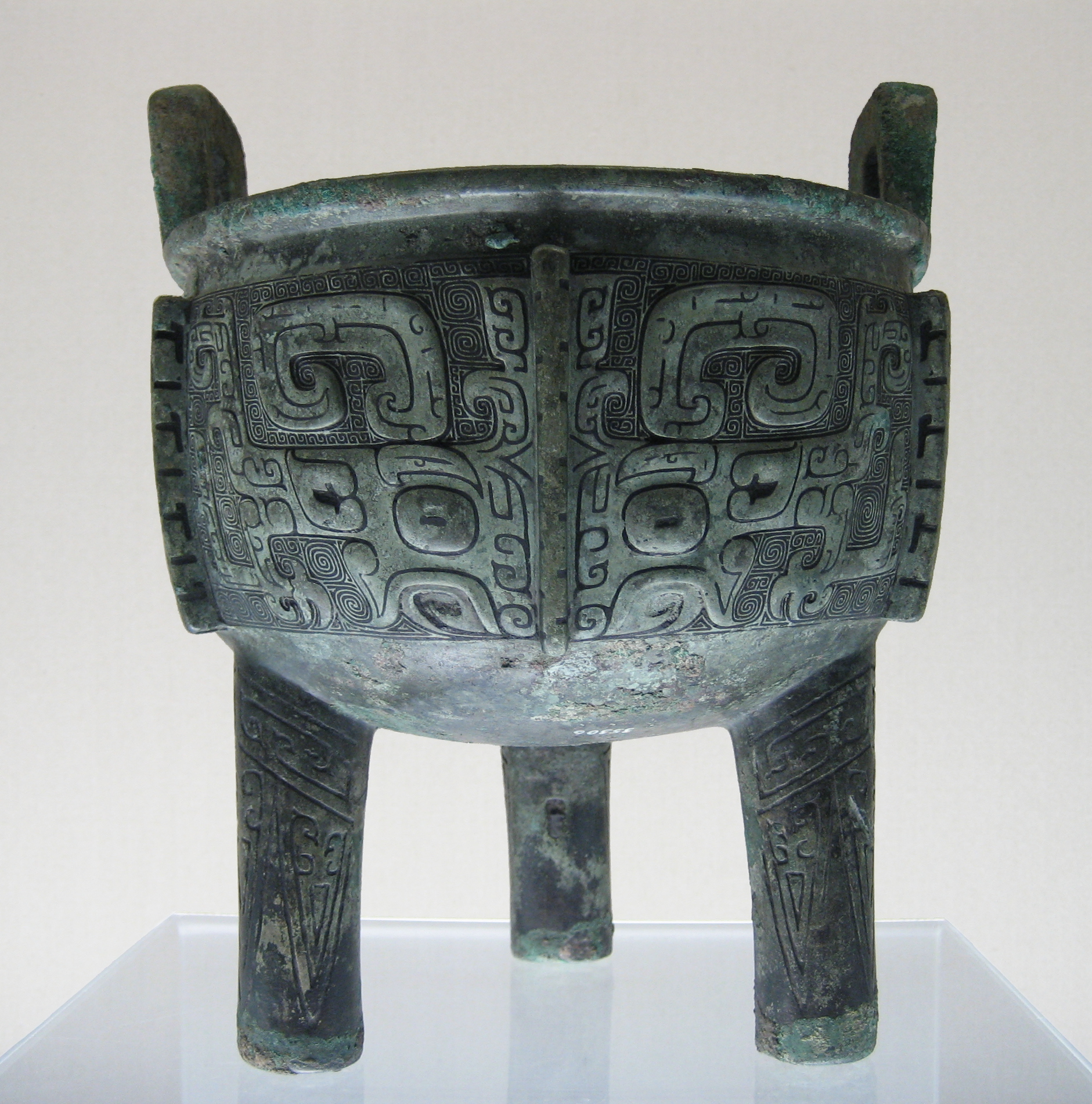
劉鼎。殷の末期の鼎（上海博物館）

九鼎（きゅうてい）は、古代中国におけるレガリア。
鼎（かなえ）は鍋釜に相当する古代中国の三本足の金属器具で祭器としても利用された。伝説によれば夏の始祖禹が九州（中国全土）に命じて集めさせた青銅をもって鋳造したものという（『史記』封禅書）。夏の最後の君主の履癸（桀）が殷の天乙（湯王）に滅ぼされたのちは殷室に、帝辛（紂王）が周の武王に滅ぼされてからは周室の所有となった。周の成王即位の折、周公旦は九鼎を洛邑に移し、ここを新都と定めたという（『墨子』耕柱）。「鼎を定む」（奠都すること）の成句はこの故事に由来する。
九鼎は周王朝37代にわたって保持され、それをもつものがすなわち天子とされた。周が秦に滅ぼされたとき、秦はこれを持ち帰ろうとしたが、混乱のさなか泗水の底に沈んで失われたという。秦朝は新たに玉璽を刻し、これを帝権の象徴とした。
2006年、北京の中国国家博物館は北京国宝工芸研究院に依頼して九鼎を復元、展示した。

## 鼎の軽重を問う
周の定王の時代、時の覇者であった楚の荘王が洛水河畔に軍兵を展開し、王位をうかがった際の故事に由来する成句。